# Yélizovo
Yelizovo (en ruso: Е́лизово) es una ciudad en el Krai de Kamchatka, Rusia, ubicada a orillas del río Avacha, a 32 kilómetros al noroeste de Petropávlovsk-Kamchatski. Población: 39,569 (censo de 2010); 41,533 (censo de 2002); 46,929 (censo de 1989).

## Historia
Fundada en 1848 como el selo de Stary Ostrog (Ста́рый Остро́г), pasó a llamarse Zavoyko (Заво́йко) en 1897, en honor al almirante ruso Vasily Zavoyko, quien dirigió la defensa de Petropavlovsk en 1854. El pueblo pasó a llamarse Yelizovo en 1924. Se le otorgó el estatus de asentamiento de tipo urbano en 1964 y el estatus de ciudad en 1975.

## Estado administrativo y municipal
En el marco de las divisiones administrativas, Yelizovo sirve como el centro administrativo del distrito de Yelizovsky, aunque no forma parte de él. Como división administrativa, se incorpora como Yélizovo Town Under Krai Jurisdiction, una unidad administrativa con el mismo estatus que el de los distritos. Como división municipal, la ciudad de Yelizovo bajo la jurisdicción del Krai se incorpora como asentamiento urbano de Yelizovskoye dentro del distrito municipal de Yelizovsky.

## Transporte e infraestructura
La ciudad aloja el Aeropuerto de Petropávlovsk-Kamchatski, el aeropuerto más grande de Kamchatka. Una importante estación de telemetría espacial soviética, NIP-6, también se encontraba cerca.
En Yélizovo, hay una estación de transmisión de onda larga con una antena ARRT de 255 metros de altura.